# Episodi di Paso adelante (quinta stagione)
| n° originale | Titolo originale                  | Titolo italiano streaming    | nº TV | Titolo italiano                      | Prima TV Spagna | Prima TV Italia   |
| ------------ | --------------------------------- | ---------------------------- | ----- | ------------------------------------ | --------------- | ----------------- |
| 1            | Mi gran boda gallega              | Il mio matrimonio galiziano  | 1     | Un fulmine a ciel sereno             | 13 aprile 2004  | 29 settembre 2006 |
| 1            | Mi gran boda gallega              | Il mio matrimonio galiziano  | 2     | Proposta di matrimonio               | 13 aprile 2004  | 2 ottobre 2006    |
| 2            | La vajilla Real                   | La visita a palazzo          | 3     | Due scuole in competizione           | 20 aprile 2004  | 3 ottobre 2006    |
| 2            | La vajilla Real                   | La visita a palazzo          | 4     | Visita a palazzo                     | 20 aprile 2004  | 4 ottobre 2006    |
| 3            | La era no es lo que era           | Il valore della terra        | 5     | Sotterfugi                           | 27 aprile 2004  | 5 ottobre 2006    |
| 3            | La era no es lo que era           | Il valore della terra        | 6     | Allieve ultrà                        | 27 aprile 2004  | 6 ottobre 2006    |
| 4            | Gente de fiar                     | Gente di fiducia             | 7     | Ordine e disciplina                  | 4 maggio 2004   | 9 ottobre 2006    |
| 4            | Gente de fiar                     | Gente di fiducia             | 8     | Una fiamma per tre                   | 4 maggio 2004   | 10 ottobre 2006   |
| 5            | Juego de damas                    | Partita a dama               | 9     | Una triste verità per Lola           | 11 maggio 2004  | 11 ottobre 2006   |
| 5            | Juego de damas                    | Partita a dama               | 10    | Il corto di Jero e Marta             | 11 maggio 2004  | 12 ottobre 2006   |
| 6            | La casa del terror                | La casa del terrore          | 11    | La casa del terrore                  | 18 maggio 2004  | 13 ottobre 2006   |
| 6            | La casa del terror                | La casa del terrore          | 12    | Il ritorno di Alicia                 | 18 maggio 2004  | 16 ottobre 2006   |
| 7            | El Salvador                       | Il salvatore                 | 13    | Finalmente insieme                   | 25 maggio 2004  | 17 ottobre 2006   |
| 7            | El Salvador                       | Il salvatore                 | 14    | Scherzo pesante                      | 25 maggio 2004  | 18 ottobre 2006   |
| 8            | Bodas, mentiras y cintas de vídeo | Matrimoni, bugie e videotape | 15    | Matrimoni in vista                   | 1º giugno 2004  | 19 ottobre 2006   |
| 8            | Bodas, mentiras y cintas de vídeo | Matrimoni, bugie e videotape | 16    | L'occhio indiscreto della telecamera | 1º giugno 2004  | 20 ottobre 2006   |
| 9            | La subasta                        | L'asta                       | 17    | Un furto che scotta                  | 8 giugno 2004   | 23 ottobre 2006   |
| 9            | La subasta                        | L'asta                       | 18    | Asta emozionante                     | 8 giugno 2004   | 24 ottobre 2006   |
| 10           | Esplendor en la hierba            | Splendore nell'erba          | 19    | Scambio di pistole                   | 15 giugno 2004  | 25 ottobre 2006   |
| 10           | Esplendor en la hierba            | Splendore nell'erba          | 20    | Una festa particolare                | 15 giugno 2004  | 26 ottobre 2006   |
| 12           | Quítatelo todo                    | Togliti tutto                | 21    | Ritorno di fiamma                    | 22 giugno 2004  | 27 ottobre 2006   |
| 12           | Quítatelo todo                    | Togliti tutto                | 22    | La festa andalusa                    | 22 giugno 2004  | 30 ottobre 2006   |
| 13           | El paso pa'alante                 | Il passo in avanti           | 23    | Non per soldi ma per denaro          | 29 giugno 2004  | 31 ottobre 2006   |
| 13           | El paso pa'alante                 | Il passo in avanti           | 24    | Dichiarazione d'amore                | 29 giugno 2004  | 1º novembre 2006  |
| 14           | La más larga                      | Una lunga storia             | 25    | Pedro e Rober gay?                   | 6 luglio 2004   | 2 novembre 2006   |
| 14           | La más larga                      | Una lunga storia             | 26    | Brutta sorpresa per gli studenti     | 6 luglio 2004   | 3 novembre 2006   |
| 14           | La más larga                      | Una lunga storia             | 27    | L'ammiratore segreto                 | 6 luglio 2004   | 6 novembre 2006   |
| 15           | Campanas y tambores               | Campane e tamburi            | 28    | Il cugino di campagna                | 13 luglio 2004  | 7 novembre 2006   |
| 15           | Campanas y tambores               | Campane e tamburi            | 29    | Per l'America                        | 13 luglio 2004  | 8 novembre 2006   |
| 15           | Campanas y tambores               | Campane e tamburi            | 30    | Matrimonio a sorpresa                | 13 luglio 2004  | 9 novembre 2006   |

## Un fulmine a ciel sereno
- Titolo originale:
- Diretto da:
- Scritto da:

### Trama
Trascorrono le vacanze natalizie. Diana è stufa di vivere segretamente la sua relazione con Cristobal, così durante una cena assieme a Juan e JoJo confessano ai loro colleghi di amarsi. Poi a un certo punto Cristobal fa una proposta di matrimonio molto precipitosa che farà arrabbiare Diana. Carmen viene finalmente dimessa dall'ospedale e viene a sapere da Puri che Horacio si è presa cura di lei mentre era incosciente, ma la donna non vuole saperne più niente di lui. Cristobal ritorna ad essere insegnante di recitazione e affida ai ragazzi il compito di fare da registi ai ragazzi del secondo anno che dovranno preparare una commedia. A Rober capita un gruppo in cui c'è anche Marta e quando viene a saperlo non vuole collaborare. Marta scopre attraverso internet che un'agenzia di pubblicità sta cercando nuove modelle per uno spot di costumi da bagno, ma in realtà è tutta una messa in scena per filmare le ragazze nude nei camerini a loro insaputa. Lola è intenta a riconquistare Pedro, così lo invita a una cena romantica durante la quale scoprirà che lui è andato a letto con Erika e che adesso è incinta.

## Proposte di matrimonio
- Titolo originale:
- Diretto da:
- Scritto da:

### Trama
Cristobal irrompe nell'aula di danza dove Diana sta facendo lezione e davanti a tutti le chiede di sposarla, ma Diana lo manda via in modo brusco. Pedro confessa a Rober di aver messo incinta Erika e ha intenzione di lasciare la scuola, ma Rober cerca di dissuaderlo. Horacio, che adesso lavora facendo volantinaggio, conosce una ragazza, Irene, con cui passerà la notte. La donna riceve un'offerta di lavoro, dalla sua amica Alicia, come insegnante di danza classica nella scuola di Carmen Arranz, ma appena Horacio viene a saperlo si allontana da lei. Lola dice a Ingrid che Pedro ha messo incinta Erika. Jero sente accidentalmente la conversazione tra le due e va di matto quando chiede spiegazioni alla sua ragazza. Pedro assicura a Erika che riconoscerà il bambino e Lola ha uno scatto di gelosia. Rober scopre su internet un video di Marta che si spoglia e avverte la ragazza dell'inganno che le ha fatto l'agenzia. Lola affronta Pedro perché pensava che i due potessero finalmente stare assieme. Erika ascoltando la loro discussione si rende conto che non vuole rovinare la vita a nessuno e dice a Pedro che è libero di stare con chi vuole scoprendo in realtà che non è incinta.

## Due scuole in competizione
- Titolo originale:
- Diretto da:
- Scritto da:

### Trama
La scuola di arti sceniche di Madrid è in competizione con quella di Barcellona per una gara. Il direttore della scuola di Barcellona, Mariano, trovando negli allievi della scuola di Carmen dei potenziali rivali, si imbuca nella scuola per rubare le coreografie che gli allievi vogliono mettere in scena. Cristobal rifà la proposta di matrimonio a Diana e lei finalmente accetta. A scuola arriva Irene e Juan si sente subito attratto da lei. Horacio per guadagnarsi qualcosa finisce per fare il venditore ambulante, ma viene beccato da un controllo di polizia che lo arresta, ma viene subito rilasciato. Puri assiste alla scena e informa Carmen dell'accaduto. Lola e Pedro vengono contattati da un manager che li scrittura per un evento importante: cantare al palazzo reale di Madrid. Qui Lola fa la conoscenza di un duca che ci prova con lei, ma la ragazza lo rifiuta e lui per ripicca li licenzia. Juan trova per caso i documenti di un procedimento giudiziario attraverso cui Cristobal adotti il figlio di Juan. Quest'ultimo chiede spiegazioni al suo amico e finiscono per litigare e prendersi a botte. La casa discografica assegna a Rober una stilista con cui ci prova per poi scoprire che è la madre di Jero.

## Visita a palazzo
- Titolo originale:
- Diretto da:
- Scritto da:

### Trama
Diana e Cristobal comunicano le loro dimissioni perché vogliono trasferirsi a Siviglia. Quando Jero viene a sapere che Rober va a letto con sua madre va su tutte le furie. Carmen incontra finalmente Horacio e gli chiede delle spiegazioni, lui le confessa di aver giocato la parte di suo figlio adottivo solo per una questione di soldi, poi comunica alla donna che ritornerà a Buenos Aires. Ma Carmen, ormai affezionata a lui, gli propone di tornare a casa sua. Jero, tormentato dai suoi problemi, va a riflettere sul tetto della scuola ma si sporge troppo e cade. L'incidente gli costa una lesione alla gamba e varie ferite. Per la gara tra le due scuole, vengono scelte a partecipare Lola, Ingrid e Silvia. Carmen propone ad Alicia di riassumere Horacio, ma lei è contraria.

## Sotterfugi
- Titolo originale:
- Diretto da:
- Scritto da:

### Trama
Horacio torna a scuola per chiedere scusa ad Alicia, ma lei lo avverte di starle lontana. Viene assunta una nuova insegnante di danza moderna, Eva. Rober riceve un'importante offerta da un produttore hollywoodiano che vuole metter su un musical. La trama tratta di un ragazzo latino e pensa che lui possa essere idoneo alla parte. Ma durante il casting, il produttore rimane esterrefatto dalla voce di Pedro e i due dovranno gareggiare per ottenere la parte. Dopo la morte della madre di Juan, quest'ultimo riceve in eredità un pezzo di terreno che vuole vendere perché ha un urgente bisogno di soldi. Alicia incarica Irene di dirigere la coreografia per la gara tra le scuole e l'insegnante è nervosissima siccome dovrà prepararla in poco tempo, così si fa aiutare da Eva. Alicia comunica a Juan che dovrà tenere due corsi, ma lui non è d'accordo e dopo averci litigato abbandona la scuola. Carmen decide di nominare Horatio come professore di recitazione provvisorio, fino a quando non ne avrà trovato un altro. Inoltre quest'ultimo dovrà occuparsi, assieme a Irene, dei preparativi della gara tra le due scuole.

## Allieve ultrà
- Titolo originale:
- Diretto da:
- Scritto da:

### Trama
Quando Juan viene a sapere che il terreno che venderà vale circa mezzo milione di euro, comincia a montarsi la testa e si dà alle folli spese. Rober non vuole che Pedro partecipi al provino così gli mette un lassativo nel caffè per tenerlo bloccato. Marta lo scopre e lo affronta facendogli capire che non è leale. Così trova un modo per intrattenere il manager dando la possibilità a Pedro di fare il provino. Alla fine Pedro viene scelto per recitare nel film ma Rober è furioso. Juan viene a sapere che il terreno che vuole vendere vale poco perché non è edificabile e si pente di aver lasciato il lavoro. Appena arrivati a Barcellona i ragazzi si esibiscono ma non vincono la gara e finiscono per litigare con gli allievi della scuola avversaria. Rober non si arrende e pur di avere la parte dirà al manager che Pedro è morto, mettendo l'annuncio sui necrologi.

## Ordine e disciplina
- Titolo originale:
- Diretto da:
- Scritto da:

### Trama
Siccome JoJo vuole far riassumere Juan, propone alle direttrici un corso di registrazione musicale fornendo gratuitamente l'attrezzatura che aveva comprato Juan quando era in vena di spese folli. Il corso entusiasma molti allievi e per questo le direttrici accettano e riassumono il professore di musica. Pedro viene a sapere che il suo nome è finito sui necrologi e sua madre, in preda a un attacco di cuore per la notizia, finisce in ospedale. Tutto ciò fa tanto arrabbiare il ragazzo che, per risparmiarlo dalle botte, lo caccia dalla stanza. Per ridurre le spese dell'affitto, Juan assume Irene come terza coinquilina. Dopo la sconfitta della gara, Carmen decide di prendere misure drastiche: assume Mariano, già direttore della scuola di arti sceniche di Barcellona, come insegnante di recitazione e direttore didattico. Immediatamente convoca tutti i professori per informarli delle riforme. I professori e gli alunni pensano però che i metodi del nuovo capo siano estremamente severi. Mariano inizia il suo operato mettendo in moto la regola di espellere gli alunni in funzione delle mancate presenze. La prima vittima è Pavel che dovrà lasciare la scuola. Federico propone a Carmen di recitare in una commedia e lei accetta. Ingrid incontra un suo ex, Manuel, un fotografo che sta passando un brutto momento e che necessita di soldi per pagare l'affitto. Ingrid gli offre il suo aiuto e propone alle sue amiche un book fotografico di Manuel a un buon prezzo.

## Una fiamma per tre
- Titolo originale:
- Diretto da:
- Scritto da:

### Trama
Silvia grida alla sommossa per i nuovi regolamenti attuati dal nuovo direttore didattico e cerca di coinvolgere i suoi compagni, ma nessuno l'appoggia per non rischiare. Di conseguenza appena si ritrova Mariano davanti lo affronta, ma lui le intima di stare al suo posto se non vuole essere espulsa. Ingrid e Lola vengono scelte per presentare un programma per bambini alla tv. Silvia continua a protestare e coinvolge anche Rober, ma quando viene a saperlo Mariano decide di cacciarli dalla scuola. Ingrid viene a sapere che Manuel ha venduto le foto del book della ragazza a una rivista e si arrabbia. Mariano decide di dare una seconda possibilità ai ragazzi espulsi, compreso Pavel: se riusciranno a superare delle prove attitudinali verranno riammessi.

## Una triste verità per Lola
- Titolo originale:
- Diretto da:
- Scritto da:

### Trama
Ingrid scopre che le foto che le ha scattato Manuel finiscono sui manifesti pubblicitari e va su tutte le furie, specialmente quando la licenziano dal programma per bambini. Silvia scopre che Pavel non si presenta al primo test attitudinale e si arrabbia con lui, ma il ragazzo le spiega che la scuola non fa per lui e decide di abbandonarla. Eva incontra un suo amico coreografo di successo, Miguel, che offre alla professoressa una parte però lei gli chiede di fare un casting fra i suoi alunni. Miguel preferisce non dire niente ai ragazzi e fare una selezione direttamente in classe. Pedro ascolta la conversazione e lo riferisce a Lola così, avvantaggiati, preparano una coreografia. Mariano chiede ai professori di consegnargli il loro curriculum aggiornato. Juan per scherzare allega al suo curriculum un messaggio molto colorito per il direttore che purtroppo ritira i curriculum prima che il professore possa rimuovere il foglio. Lola finalmente riabbraccia suo padre di ritorno dall'Arabia Saudita, ma l'attende una brutta notizia: il padre è malato di tumore.

## Il corto di Jero e Marta
- Titolo originale:
- Diretto da:
- Scritto da:

### Trama
Marta e Jero girano un corto in cui Rober è protagonista a sua insaputa, ma quando lui lo scopre si arrabbia. Juan ascolta una conversazione tra Mariano e Carmen nella quale si discute di una possibile modifica ai membri del corpo docenti. A scuola arriva un famoso musicista, Victor, che ha intenzione di dedicarsi all'insegnamento. Di conseguenza il professore si preoccupa e pensa di rischiare il licenziamento. Lola è molto sconfortata per il padre e Puri cerca di consolarla. Juan è disposto a tutto pur di non farsi licenziare, così approfitta dell'assenza di Mariano per rompergli il finestrino dell'auto e prendere il suo curriculum dalla borsa, ma finisce per prendere la cartellina sbagliata.

## La casa del terrore
- Titolo originale:
- Diretto da:
- Scritto da:

### Trama
Lola è preoccupata per la malattia di suo padre e Pedro cerca di fare il possibile per aiutarla, ma finiscono per litigare. Mariano, sul punto di licenziare Juan, decide di dargli una seconda possibilità. Rober ha da poco acquistato una costosissima automobile facendosi fare un prestito e non sa più come fare a pagarla quando viene a sapere che la casa discografica per cui lavorava è fallita. Così chiede aiuto a suo padre e lui promette di darglieli se in cambio accompagnerà alcuni clienti giapponesi a fare un giro turistico per la città e a fargli visitare l'azienda di famiglia. Carmen chiede a Juan di comporre un pezzo musicale per un film, ma lui non è molto entusiasta della proposta.

## Il ritorno di Alicia
- Titolo originale:
- Diretto da:
- Scritto da:

### Trama
Alicia ritorna dalle vacanze e viene invitata a un balletto al quale andranno anche Horacio e Irene, ma quando quest'ultima lo viene a sapere le strappa i biglietti. Arriva la regista del film accompagnata dalla direttrice che vuole sentire la musica composta da Juan. Lui, non essendo riuscito a far nulla, mette accidentalmente una musica composta da Jero che piace molto alla regista. Juan cerca di convincere Jero a cedergli il suo pezzo, ma lui non vuole. Puri dice a Lola che è stata molto dura nei confronti di Pedro e le consiglia di mettere da parte l'orgoglio e scusarsi se non vuole perderlo. Intanto Elena, una ragazza del terzo anno, ci prova con Pedro e lui sembra starci. Juan alla fine decide di vendere la canzone scritta da Jero e come promesso gli dà una parte del ricavato, lui però si arrabbia dicendo di non volere i soldi. Ma quando Juan gli chiede spiegazioni lui confessa di averla scaricata da internet. Horacio e Irene tornano dallo spettacolo e Alicia irrompe in casa dell'amica, scoprendo che i due si frequentano. Finalmente Lola e Pedro si chiariscono, poi si baciano e vanno a letto insieme, dopodiché si mettono ufficialmente insieme. L'appuntamento tra Rober e i clienti giapponesi dell'azienda del padre non va a buon fine e il padre di Rober, furibondo, gli blocca la carta di credito. Jero e Juan cercano di modificare il pezzo plagiato per non finire nei guai, ma la regista insiste per avere la canzone ascoltata la prima volta.

## Finalmente insieme
- Titolo originale:
- Diretto da:
- Scritto da:

### Trama
Arriva a scuola Jonathan, un cugino di Lola dalla Francia, venuto per fare visita al padre della ragazza, mentre intanto finalmente lei e Pedro iniziano a vivere la loro storia d’amore. Alicia decide di mettere da parte il rancore e fare pace con l'amica Irene. Durante la lezione di Eva, Marta finge di slogarsi i legamenti della caviglia dando la colpa all'insegnante.

## Scherzo pesante
- Titolo originale:
- Diretto da:
- Scritto da:

### Trama
Jonathan si innamora di Silvia, ma lei infastidita lo respinge. Ingrid viene scelta per fare un'intervista a delle suore in un convento, ma finisce per rovinare tutto così decide di inventarsi uno scoop coinvolgendo Rober. Di conseguenza Rober viene convocato in un programma televisivo per parlare dell'accaduto e lui ne approfitta per esibirsi e cantare. La falsa storia di Rober riscuote talmente tanto successo che il ragazzo viene invitato in altre trasmissioni, coinvolgendo altre persone, tra cui Jero, per rendere credibile la storia. Horacio decide di tornare in Argentina ma Alicia, Irene e Carmen non vogliono, così cercano di riassumerlo come responsabile della compagnia teatrale della scuola. Juan comincia a provare qualcosa per JoJo.

## Matrimoni in vista
- Titolo originale:
- Diretto da:
- Scritto da:

### Trama
Eva scopre che Marta ha inscenato una farsa e la punisce. Alla fine Silvia cede ai corteggiamenti di Jonathan e vanno a letto insieme. JoJo riceve la visita da Salvador, un suo vecchio amico che ha lavorato con lei in un'associazione ambientalista, e le propone di collaborare ad un altro progetto. Il padre di Lola, cosciente della sua grave condizione di salute, esprime delle volontà in presenza di Puri, Lola e Pedro. Chiede a quest'ultimo se ha serie intenzioni con la figlia e magari un giorno sposarla, nel caso lui dovesse venire a mancare. Ma il ragazzo, sentendosi in imbarazzo, non sa dargli risposte certe. Jonathan dice a Silvia che Pedro e Lola si sposeranno, ma accidentalmente la voce si sparge tra gli allievi che faranno sentire i due a disagio. Carmen comunica l'espulsione di Rober per non aver pagato la tassa del trimestre, ma lui prega di darle una possibilità così riesce ad avere ancora due giorni di tempo. Il ragazzo chiede aiuto a sua madre che gli dà una parte dei soldi.

## L'occhio indiscreto della telecamera
- Titolo originale:
- Diretto da:
- Scritto da:

### Trama
Ingrid cerca di distogliere le attenzioni dalla falsa notizia messa in atto con Rober, così decide di fare un servizio sul dietro le quinte della compagnia teatrale della scuola. Durante i preparativi del servizio, scopre Horacio e Alicia litigare e decide di filmarli facendo uno scoop su di loro. Riprende poi altri momenti in cui Horacio si arrabbia con gli allievi e la situazione degenera quasi in una rissa. Pedro è ancora molto nervoso per la proposta del padre di Lola e quando lei gli chiede che risposta darà a suo padre, lui non sa che dire perché stanno insieme da poco tempo e non sa come le cose si evolveranno tra di loro. Lola però ci rimane male e litiga con lui. JoJo ottiene il permesso dalla scuola per partire assieme a Salvador, ma Juan ci rimane male. Rober, per guadagnarsi i soldi che gli serviranno per pagarsi la retta, decide di lavorare per un'agenzia di recupero crediti e scopre che suo padre è indebitato.

## Un furto che scotta
- Titolo originale:
- Diretto da:
- Scritto da:

### Trama
Prima di operarsi, il padre di Lola organizza una cena con tutta la famiglia riunita e alla quale invita anche Pedro. Lola chiede a Pedro di fingere che tra loro due vada tutto bene per non dare preoccupazioni al padre. Durante la cena però il padre di Lola si sente male e viene operato d'urgenza in ospedale. Ingrid fa vedere a Silvia il montaggio del video sul suo scoop, ma l'amica l'avverte che se lo manderà in onda rischierà di essere cacciata dalla scuola. Antonio riesce a sottrarle la cassetta e farla vedere ai docenti che la puniscono. Jonathan dice addio a Silvia e ritorna in Francia. Marta paga il trimestre a Rober. Dopo la ripresa di Roman, Pedro e Lola si chiariscono e ritornano insieme. A scuola viene arrestato Ufo, un amico di Marta che vende CD pirata.

## Asta emozionante
- Titolo originale:
- Diretto da:
- Scritto da:

### Trama
Juan riceve una chiamata da Diana che gli chiede un sussidio per Juanito, visto che né lei né Cristobal se la stanno passando bene. Purtroppo il professore non può aiutarli e mette all'asta i suoi preziosi dischi in vinile che acquista Mariano. Juan viene a sapere che uno dei dischi che gli ha venduto vale molto di più, ma Mariano ha già messo quel disco all'asta. Fortunatamente Ufo viene rilasciato dalla polizia, ma suo fratello gli chiede il favore di nascondere una pistola per lui, mettendolo nuovamente nei guai. Lola e Pedro cercano fama nei pressi dello sportello di una radio. I due, dopo aver preparato una coreografia, si mettono in mostra in strada nella speranza che qualcuno li noti. Vengono notati da un'agente, Paloma, che lascia ad entrambi un suo recapito e li invita ad una festa dove ci saranno delle persone molto importanti del mondo della musica; sarà quindi un'occasione da sfruttare. Purtroppo però Pedro finirà per rovinare la serata. Il giorno dopo Pedro riceve una telefonata da Paloma e la donna gli chiede di incontrarsi. All'appuntamento Paloma gli dice che vuole scritturarlo e gli fa un contratto promettendogli fama e denaro.

## Scambio di pistole
- Titolo originale:
- Diretto da:
- Scritto da:

### Trama
Ufo scopre di aver perso la pistola che il fratello gli aveva chiesto di nascondere. Antonio trova la pistola ma, pensando sia finta, la dà a Horacio. La pistola finisce sul set della compagnia teatrale dove viene usata da Marta per una scena. La ragazza colpisce Ufo alla spalla, ferendolo gravemente. Il ragazzo cerca di nascondere la ferita e viene soccorso dal fratello che viene a riprendersi la pistola. Juan e Irene vanno all'asta per comprare il disco e riescono ad aggiudicarselo, anche se dovranno trovare un modo per pagarlo siccome non dispongono della cifra richiesta. Pedro dice a Lola che non potranno più esibirsi assieme perché ha firmato un contratto come solista e la ragazza si arrabbia, ma poi decide di mettere da parte l'orgoglio e lo perdona. Intanto a scuola, durante uno scambio di confidenze, Eva confessa a Irene che le piace uno dei professori, ma non le rivela l'identità.

## Una festa particolare
- Titolo originale:
- Diretto da:
- Scritto da:

### Trama
Rober inizia a lavorare in un'azienda di alimenti, e dati i debiti, suo padre deve vendere la sua moto. Così decide di simulare un incidente per essere pagato dall'assicurazione, ma finisce solo per peggiorare la sua situazione. Lola decide di fare un provino per uno spot, ma gli manca un ballerino così Pedro decide di aiutarla a patto che non si venga a sapere poiché secondo il contratto non può fare cose di sua iniziativa. Purtroppo però Paloma lo scopre e lo licenzia. Irene invita tutti i professori a casa sua per festeggiare il suo compleanno, per l'occasione aveva preparato dei dolcetti con della marijuana che vengono accidentalmente serviti e fanno sballare tutti gli invitati. Mentre ritornano a casa, Horacio e Alicia vanno a letto insieme. Il giorno dopo Juan scopre di essere andato a letto con Eva. Intanto a scuola gli allievi sono sotto pressione per la preparazione di una coreografia che verrà visionata da importanti professionisti del mondo della danza e tutti entrano in competizione per dare il meglio. Alicia conta molto su Silvia e la obbliga ad allenarsi fino allo sfinimento. Purtroppo però la ragazza si frattura una caviglia e viene sostituita da Lola e Pedro.

## Ritorno di fiamma
- Titolo originale:
- Diretto da:
- Scritto da:

### Trama
Carmen comunica agli studenti che purtroppo nessuno di loro è stato scelto alle selezioni. Mariano è molto deluso e sprona i ragazzi a dare di più. Alla fine i professori si riuniscono in consiglio e decidono di prolungare il percorso degli studi a quattro anni, per far recuperare i ragazzi. Lola contatta Paloma per chiederle di dare a Pedro una seconda possibilità e lei accetta a patto che la ragazza rimanga fuori dalla sua vita professionale. Lola è disposta a sacrificarsi pur di dare una possibilità a Pedro di sfondare nel mondo dello spettacolo. Eva confessa a Irene che le piace Mariano. Alicia e Horacio decidono di tornare assieme.

## La festa andalusa
- Titolo originale:
- Diretto da:
- Scritto da:

### Trama
Lola è triste poiché dovrà abituarsi all'idea che non potrà più lavorare con Pedro. Marta presta alcuni soldi a Rober, visti i suoi debiti, ma poi scopre di essere lei ad averne bisogno. Rober si sente in colpa e per aiutare Marta, decide di lavorare come modello per un corso artistico. Irene confessa ad Eva che vorrebbe tanto cantare davanti ad un pubblico, ma non ha mai avuto l'occasione. Così Eva convince Juan a farla cantare durante lo spettacolo in teatro. La donna però non sa cantare ed Eva decide di "prestarle" la sua voce, facendola esibire in playback. Caso vuole che a teatro ci sia un produttore musicale che decide di proporle un contratto, ma lei non è d'accordo. Mariano fa travestire gli allievi per inscenare una festa andalusa e farli esibire.

## Non per soldi ma per denaro
- Titolo originale:
- Diretto da:
- Scritto da:

### Trama
A scuola irrompe un ispettore che rimane scandalizzato dalla festa. Tra Lola e Pedro nascono delle incomprensioni e cominciano a litigare. Juan e Mariano vanno alla ricerca dell'ispettore per spiegargli la situazione, ma lo trovano morto. La mamma di Rober scopre che il figlio fa da modello per un corso artistico e quando gli chiede spiegazioni lui confessa che suo padre è indebitato.

## Dichiarazione d'amore
- Titolo originale:
- Diretto da:
- Scritto da:

### Trama
Manuel torna dal Kenya, dove stava lavorando ad un articolo, e chiede aiuto economico a Ingrid. Lei ancora una volta decide di fidarsi. Juan riceve un video da JoJo, in viaggio per la Groenlandia, dove gli mostra come vive la sua vita lontano dalla città. Juan ne resta affascinato, ma quando sta per concludersi si inceppa la videocassetta. Juan però cerca in tutti i modi di ripararla per sapere come finisce il videomessaggio. Così chiede aiuto a Mariano che quando sembra averla riparata, si rende conto che è sparito l'audio. A Juan non resta che interpretare il messaggio finale attraverso il labiale da cui ne trae una dichiarazione d'amore. Decide allora di partire per raggiungerla, ma il suo tentativo di partire viene stroncato da un piccolo incidente domestico. Paloma, l'agente di Pedro, propone al ragazzo di recitare in una serie per un ruolo secondario e poi chiede a Mariano di fare dei provini tra gli allievi che reciteranno come attori secondari. Vengono scelti Lola e Rober.

## Pedro e Rober gay?
- Titolo originale:
- Diretto da:
- Scritto da:

### Trama
Mariano comunica a Rober e Pedro che i personaggi che interpretano sono gay e che quindi dovranno baciarsi, ma hanno difficoltà a farlo e quindi vengono cacciati dal cast. Viene scelto Jero come sostituto. Juan decide di mandare un videomessaggio di risposta a JoJo per rimanere in contatto con lei nel quale gli confessa tutto il suo amore. Solo più tardi viene a sapere da Puri, che aveva guardato per intero il video prima che si rompesse, che quello che dice JoJo nel finale non riguarda una dichiarazione d'amore. Pedro scopre che Rober va a letto con la sua agente. Ingrid scopre che Manuel l'ha imbrogliata e decide di lasciarlo definitivamente.

## Brutta sorpresa per gli studenti
- Titolo originale:
- Diretto da:
- Scritto da:

### Trama
Pedro è furioso con Rober perché per colpa sua sono stati cacciati dal set. Lola propone a Pedro di andare a vivere insieme e lui accetta. Puri si fa scappare che le lezioni verranno prolungate di un altro anno e la voce comincia a fare il giro della scuola. Juan riceve una visita da Segis, un suo cugino che vive nella stessa città di sua madre. Quest'ultimo è convinto che il professore sia un musicista di successo e che la scuola sia di sua proprietà. Sua madre aveva fatto girare questa notizia in tutto il paese per nascondere il fatto che il figlio non ha potuto godersi da vivere come avrebbe potuto, quindi per suo cugino Juan è un mito e una persona da prendere come modello. Rober dirige uno spettacolo con i suoi compagni e in una scena Marta e Ufo devono spogliarsi. Ma il ragazzo, sentendosi in imbarazzo, rifiuta e litiga con Rober.

## L'ammiratore segreto
- Titolo originale:
- Diretto da:
- Scritto da:

### Trama
Paloma è delusa dal comportamento di Pedro sul set e dopo aver litigato dicendogli che è un pessimo attore, decide di rompere i contatti. Segis chiede a Juan di potersi esibire nel teatro della scuola, ma il professore glielo nega, nascondendogli la verità. Durante le prove in teatro di Ingrid, qualcuno da dietro le quinte spegne le luci e comincia a fare una confessione d'amore alla ragazza, ma lei spaventata scappa via. Pedro scopre di aver perso la sua cassetta che contiene il suo curriculum e pensando di non valere nulla come artista, considera la decisione di abbandonare la scuola e andare a lavorare. Ma Lola non è d'accordo e cerca di dissuaderlo. Siccome lo spettacolo che sta dirigendo Rober è di vitale importanza e verrà sottoposto al giudizio dei professori, il ragazzo farà di tutto per non creare inconvenienti tra gli attori. Intanto Ingrid continua a ricevere lettere e regali costosi dal suo ammiratore segreto che le mette più ansia che gioia. La cassetta di Pedro viene trovata casualmente da un bambino, figlio di un produttore, che incuriosito nota l'artista e va sulle sue tracce. Coincidenza vuole che sarà Pedro ad andare a casa del produttore in veste di idraulico e lui, notandolo, gli proporrà un contratto per un film a Hollywood.

## Il cugino di campagna
- Titolo originale:
- Diretto da:
- Scritto da:

### Trama
Ingrid scopre che il suo ammiratore è morto. Irene soffre molto perché innamorata di Horacio, ma non si fa avanti per non far soffrire l'amica Alicia. La giovane direttrice però continua a nutrire dei sospetti su una possibile relazione tra i due, così Horacio le confessa che ha avuto una storia con Irene quando fu cacciato dalla scuola. Lei lo perdona e decidono di sposarsi. A seguito di eventi imbarazzanti, Juan sarà costretto a rivelare la verità a suo cugino che amareggiato torna al suo paese. Intanto Pedro avvisa Lola che è stato scelto per interpretare un ruolo da protagonista in una pellicola hollywoodiana e propone a Lola di seguirlo, ma Eva comunica all'allieva che è stata scelta per un musical. Si avvicina il periodo degli esami e gli allievi sono in ansia, specialmente dal momento che i voti ritardano a uscire. Rober, incuriosito dalla situazione, si mette ad indagare.

## Per l'America
- Titolo originale:
- Diretto da:
- Scritto da:

### Trama
Lola non vuole separarsi da Pedro, così rifiuta la parte del musical tenendolo nascosto alla famiglia e agli amici. Poi però si rende conto che non può mettere le sue opportunità in gioco per amore e decide di accettare. Gli allievi scoprono che dovranno fare un anno in più e si ribellano. Carmen spiega loro che i ragazzi del terzo anno non hanno raggiunto un livello adeguato e sono costretti a fare un anno supplementare. Marta non è d'accordo e rinchiude Mariano nel magazzino. Rober cerca di liberarlo per non peggiorare le cose, ma alla fine rimangono rinchiusi tutti e tre fino a quando non riusciranno a convincere il direttore. Alicia continua ad avere il sospetto che Horacio la tradisca con Irene, così mette i due alla prova facendoli incontrare in un parco. Pedro sorprende Ufo scassinare l'armadietto di Lola e scopre al suo interno un copione per un musical.

## Matrimonio con sorpresa
- Titolo originale:
- Diretto da:
- Scritto da:

### Trama
Rober e Marta si rendono conto di aver fatto una stupidaggine, così fa infilare la ragazza in un condotto dell'aria per farli liberare. Lola confessa a Pedro che non potrà partire con lui perché le hanno offerto una parte da protagonista in un musical. I ragazzi si rendono conto che non sono disposti a rinunciare ai propri sogni così Pedro parte per Hollywood e Lola resta a Madrid. Alla fine Carmen e Mariano decidono di dare i diplomi ai ragazzi del terzo anno e rendere facoltativo il quarto anno a chi vorrebbe migliorare. Solo una parte tra cui Lola, Ingrid, Silvia e Rober decidono di stare un altro anno a scuola perché si rendono conto che Mariano ha ragione. Arriva il giorno del matrimonio tra Horacio e Alicia, ma la sposa decide di tirarsi indietro. Irene è molto triste per Horacio che ha scelto di stare con Alicia, così si consola con Juan. Arriva senza preavviso JoJo che dice a Juan di voler stare insieme a lui, ma subito dopo scopre che è stato a letto con Irene. 